# Суперлатив (відмінок)
Суперлати́в (лат. casus superlativus; від superlatus, пов'язаного з super — «над» + ferō — «несу») — один з відмінків, що позначає розташування предмета або особи, вище або на іншому предметі, чи його рух вище або на цей предмет. Відповідає на питання «На кому?», «На чому?», «На кого?», «На що?». Належить до ІІ серії групи місцевих відмінків.
Суперлатив існує в нахсько-дагестанських мовах — цезькій, бежтинській, гінухській.
В українській мові категорія суперлатива відсутня, значення виражають конструкції зі сполучень знахідного або орудного відмінків із прийменниками на, над, через (закинути м'яч на дах, переплигнути через паркан, ширяти над землею).